# Chồn hôi mũi lợn Molina
Chồn hôi mũi lợn Molina (Conepatus chinga) là một loài động vật có vú trong họ Chồn hôi, bộ Ăn thịt. Loài này được Molina mô tả năm 1782. Loài này được tìm thấy ở Argentina, Bolivia, Brasil, Chile, Peru và Uruguay, tại độ cao lên đến 5000 m.

## Hình ảnh

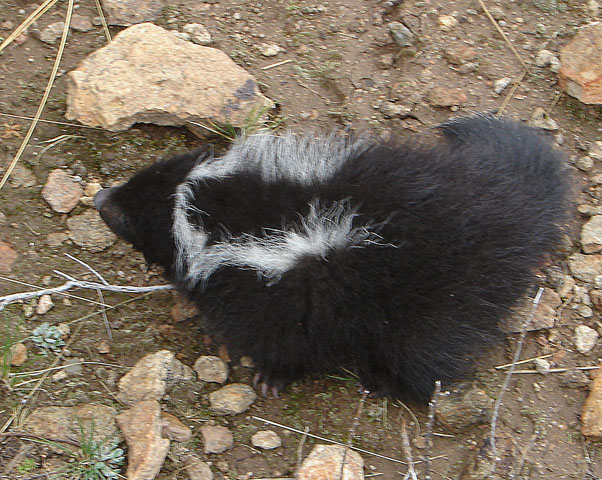